# شپشک آردی انگور
شپشک آردی انگور (اشتباهاً: شپشک آرد آلود) (نام علمی: Pseudococcus maritimus) نام یک گونه از تیره شپشک آردی است.